# Сириология

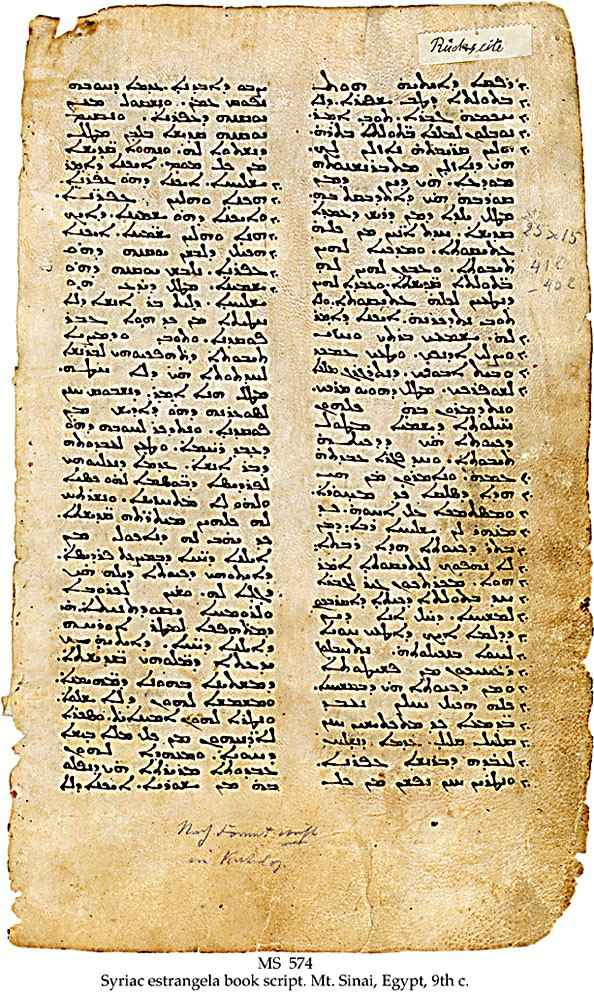
Страница сирийского перевода «Подвижничества» аввы Исаии рукописи VI века, написанной шрифтом эстрангела, из монастыря Святой Екатерины

Сириоло́гия (сироло́гия) — востоковедческая научная дисциплина, изучающая сирийские язык, литературу и христианскую традицию.

## История сириологических исследований
Исследованиями сирийского языка и литературы занимались британские, французские и немецкие учёные XVIII и XIX веков. В Европе научные исследования сироязычных источников начались фактически с 1719 года, когда маронит Иосиф Симон Ассемани опубликовал «Восточную библиотеку» (лат. „Bibliotheca Orientalis“) — сборник сирийских литературных произведений. Одной из наиболее значимых работ в области сирологии XIX века стало составление в 1870 году британским востоковедом Уильямом Райтом каталога сирийских рукописей Британского музея. Весомый вклад в изучение сирийской христианской традиции в конце XIX — начале XX века внесли католические сирологи Жан-Батист Шабо и Поль Беджан, изучавшие литературное наследие Исаака Сирина. Существенный вклад в изучение христианской восточно-сирийской традиции внёс французский учёный Жером Лабур, автор хрестоматийного исследования о сирийском христианстве в Иране — «Le christianisme dans l’empire Perse» (1904). 
В 1922 году немецкий ориенталист-сиролог Карл Антон Баумштарк выпустил монографию о сирийской литературе, на основе большого числа сироязычных рукописей из собраний в Европе и на Ближнем Востоке. В XX веке некоторые представители церквей сирийской традиции внесли вклад в развитие сирологической науки. К примеру, патриарх Халдейской католической церкви Мар Рафаэль I Бидавид (1989—2003), занимался научными исследованиями в области сирологии и средневековой истории восточно-сирийской церкви. 6 января 2015 года патриарх Сирийской яковитской церкви Мар Игнатий Ефрем II официально учредил Департамент сирийских исследований, курирующий сирийские рукописи в Патриаршей библиотеке, научные конференции и печатные издания.
Крупнейшим специалистом в области сирологических исследований является британский профессор Оксфорда Себастьян Брок (автор более 20 монографий и 300 статей), который в 1983 году обнаружил полную рукопись второго тома сочинений Исаака Сирина. В Германии сирология разделяется на Aramaistik (арамейские исследования) и Neuaramaistik (новоарамейские (сирийские) исследования). В западных университетах сирология в основном включена в более «общие» научные дисциплины. Например в Школе востоковедения и африканистики Лондонского университета и университете Дьюка сирийские исследования включены в дисциплину «Восточное христианство». В Оксфордском и Лейденском университетах сирология изучается в рамках направления арамейских исследований.  В Свободном университете Берлина сирология являются частью семитологических исследований.

## Сирология в России
В дореволюционной России с источниками на сирийском языке работали в Академии наук, Петербургском университете и Духовной академии. Востоковед Д. А. Хвольсон, освоив сирийский язык расшифровал Семиреченские сиро-тюркские надгробные надписи из Средней Азии. Ученик Д. А. Хвольсона П. К. Коковцов перевёл на русский язык «Краткую историю сирийской литературы» британского востоковеда Уильяма Райта, а также в рамках Урмийской миссии занимался переводом православного богослужения на сирийский язык. Помимо светских учёных, работой с сироязычными источниками занимались и русские церковные учёные. На основе сироязычных источников, публиковали исследования о периоде христологических споров (реконструкция биографии и взглядов Феодора и Нестория) П. В. Гурьев и В. В. Болотов. В своей монографии «Лекции по истории древней церкви» Болотов описывает основные источники по церковной истории на сирийском языке: хроники Маруты Майферкатского, Иешу Стилита, Псевдо-Захарии, Иоанна Эфесского, Псевдо-Дионисия Телльмахрского, Михаила Великого и других. Ученик Болотова А. П. Дьяконов автор труда «Иоанн Эфесский и его церковно-исторические труды» (1908) внёс большой вклад в изучение антихалкидонской сирийской историографии.
В СССР центром сирологии стал Институт востоковедения Академии наук. В советский период работу с сирийскими рукописями продолжили А. П. Алявдин и  Н. В. Пигулевская. Последние годы своей научной деятельности Пигулевская посвятила сирийской науке, рецепции греческой философии в сирийской культуре, истории Эдесской и Нисибинской богословских школ. Эти изыскания были отражены в монографии «Культура сирийцев в средние века» (1979), изданной посмертно учениками Н. В. Пигулевской.
После распада СССР, в конце XX — начале XXI века, в России сириологические исследования продолжили Е. Н. Мещерская, А. В. Муравьёв, Н. Н. Селезнёв и другие востоковеды. 

## Сирологические исследования
Крупными центрами сирологических исследований являются: Оксфордский и Лейденский университеты, Католический университет Америки, российский Институт востоковедения, исследовательский центр Святого Ефрема, институт изучения сирийского языка Бет Мардуто. Наиболее известными научными периодическими изданиями, посвящёнными сириологическим исследованиям являются: «Oriens Christianus», «Hugoye: Journal of Syriac Studies». Крупнейшим интернет-ресурсом по сирологии является Сирийский справочный портал.
В мировом сирологическом научном сообществе периодически проходят научные конференции. Наиболее известным мероприятием по сириологическим исследованиям является «Symposium Syriacum». Впервые данное мероприятие проводилось в Риме с 26 по 31 октября 1972 года в Папском восточном институте. На первой конференции «Symposium Syriacum», организованной католическим учёным, автором монографии «Сирийская патрология» И. Ортисом де Урбиной, присутствовали сирологи: Андре де Аллё, Себастьян Брок, Бутрос Жмайель, Жан Морис Фие и другие. Также научные конференции по сирологии организуются в Лёвенском католическом университете, МГУ, Каирском университете и других учебных заведениях.